# Marita
Marita est une ancienne goélette de pêche construite en 1947 en Finlande. Elle sert désormais de restaurant à quai du port de Rauma.

## Histoire
Cette galéasse a été construite dans un chantier naval de Porvoo. Battant pavillon suédois, elle a été utilisée comme cargo, entre l'archipel de Porvoo et Stockholm entre 1969 et 1991.
Depuis août 1991, il est redevenu la propriété d'une compagnie de navigation finlandaise. En raison de problèmes financiers, le navire a été revendu en 2013 et il est devenu un restaurant à quai au port de Rauma.